# Hank Lefkowitz
Henry A. Lefkovitz, detto Hank (Cleveland, 31 agosto 1923 – 21 aprile 2007), è stato un cestista statunitense, professionista nella ABL e nella BAA.